# Ulrike Woggon
Ulrike Woggon (* 22. Oktober 1958 in Berlin) ist eine deutsche Physikerin und Hochschullehrerin.

## Werdegang
Ulrike Woggon studierte Physik an der Friedrich-Schiller Universität Jena und an der Humboldt-Universität zu Berlin. Sie promovierte 1985 zum Dr. rer. nat. an der Humboldt-Universität und habilitierte sich 1995 an der Universität Kaiserslautern zum Thema „Optische Eigenschaften von Quantenpunkten“. Nach weiteren Stationen wissenschaftlicher Forschung an der Universität Karlsruhe und dem Optical Sciences Center Tucson der University of Arizona nahm sie 1997 einen Ruf an die Universität Dortmund an. Seit 2008 ist Ulrike Woggon Professorin für Experimentalphysik am Institut für Optik und Atomare Physik an der Technischen Universität Berlin und vertritt dort das Fachgebiet „Nichtlineare Optik“. Ihre Forschungsinteressen sind auf den Gebieten der Nanophotonik, Ultrakurzzeitphysik, neuen innovativen Materialien und der festkörperbasierte Quantenoptik. In diesen Forschungsfeldern hat sie über 200 Artikel in renommierten peer-reviewed Journals und zahlreiche Buchkapitel publiziert.
Ulrike Woggon ist Gründungsmitglied der Graduiertenschule Berlin School of Optical Sciences and Quantum Technology (BOS.QT), einer gemeinsamen Initiative von TU Berlin, HU Berlin und FU Berlin zur Förderung von Promovierenden in den Physikfachbereichen der Berliner Universitäten und außeruniversitären Forschungsinstituten.
Ulrike Woggon wurde 2010 zum OPTICA (vormals OSA) Fellow ernannt in Würdigung ihrer „bahnbrechenden Beiträge zur ultraschnellen Spektroskopie und Nano-Optik von Nanokristallen und Quantenpunkten sowie zur Demonstration quantenoptischer Prinzipien mit Halbleiter-Nanostrukturen“.

## Publikationen (Auswahl)
- H. Giessen, U. Woggon, B. Fluegel, G. Mohs, Y.Z. Hu, S.W. Koch, N. Peyghambarian. "Femtosecond Optical Gain in Strongly Confined Quantum Dots". Optics Letters 21, 1043 (1996).
- U. Woggon. "Dynamics of Optical Excitations in Quantum Dots of Wide-Gap Materials". Adv. in Solid State Physics 35 (Festkörperprobleme), 175 (1996).
- U. Woggon. "Optical properties of semiconductor quantum dots". Monographie, Springer Tracts in Modern Physics 137 (248 pages) (1997).
- P. Borri, W. Langbein, S. Schneider, U. Woggon R. L. Sellin, D. Ouyang, D. Bimberg. "Ultralong dephasing time in InGaAs quantum dots". Phys. Rev. Lett. 87, 157401 (2001).
- O. Kulakovich, N. Strekal, A. Yaroshevich, S. Maskevich, S. Gaponenko, I. Nabiev, U. Woggon, M. V. Artemyev. "Enhanced luminescence of CdSe quantum dots on gold colloids". Nano Letters 2, 1449 (2002).
- N. LeThomas, E. Herz, O. Schöps, U. Woggon, M.V. Artemyev. "Exciton fine structure in single CdSe nanorods". Phys. Rev. Lett. 94, 016803 (2005).
- Y. Fedutik, V.V. Temnov, O. Schöps, U. Woggon, M.V. Artemyev. "Exciton-plasmon-photon conversion in plasmonic nanostructures". Phys. Rev. Lett. 99, 136802 (2007).
- V.V. Temnov, G. Armelles, U. Woggon, D. Guzatov, A. Cebollada, A. Garcia-Martin, J.M. Garcia-Martin, T. Thomay, A. Leitenstorfer, R. Bratschitsch. "Active magneto-plasmonics in hybrid metal-ferromagnet structures". Nature Photonics 4, 107 (2010).
- M. Kolarczik, N. Owschimikow, J. Korn, B. Lingnau, Y. Kaptan, D. Bimberg, E. Scholl, K. Luedge, U. Woggon. "Quantum coherence induces pulse shape modification in a semiconductor optical amplifier at RT". Nature Comm. 4, 2953 (2013).
- N. B. Grosse, N. Owschimikow, R. Aust, B. Lingnau, A. Koltchanov, M. Kolarczik, K. Lüdge, U. Woggon. "Pump-probe quantum state tomography in a semiconductor optical amplifier". Optics Express 22, 32520 (2014).